# 仲尾宏
仲尾 宏（なかお ひろし、1936年8月27日 - 2023年1月1日）は、日朝関係史学者、京都造形芸術大学客員教授。一般社団法人在日コリアン・マイノリティー人権研究センター（KMJ）理事長。財団法人世界人権問題研究センター理事。龍谷大学安重根東洋平和研究センター客員研究員。
前近代日朝関係史、朝鮮通信使を研究。

## 生涯
京都府京都市生まれ。1960年同志社大学法学部政治学科卒業。京都芸術短期大学・京都造形芸術大学教授、2007年京都造形芸術大学客員教授。
2002年京都市国際交流賞。2007年京都新聞学術文化大賞。
2023年1月1日、脳梗塞のため死去。86歳没。

## 著書
- 『前近代の日本と朝鮮 朝鮮通信使の軌跡』明石書店　1989
- 『京都の渡来文化』淡交社　1990
- 『朝鮮通信使と江戸時代の三都』明石書店　1993
- 『朝鮮通信使の軌跡 増補・前近代の日本と朝鮮』明石書店　1993
- 『Q&A在日韓国・朝鮮人問題の基礎知識』明石書店　1997
- 『朝鮮通信使と徳川幕府』明石書店　1997
- 『朝鮮通信使と壬辰倭乱 日朝関係史論』明石書店　2000
- 『日本とのつながりで見るアジア過去・現在・未来 第1巻　東アジア 1』岩崎書店　2003
- 『朝鮮通信使をよみなおす 「鎖国」史観を越えて』明石書店　2006
- 『朝鮮通信使 江戸日本の誠信外交』2007　岩波新書
- 『朝鮮通信使と京都』世界人権問題研究センター　2011　人権問題研究叢書
- 『朝鮮通信使の足跡 日朝関係史論』明石書店　2011

## 共編著
- 『国際化社会と在日外国人の人権 シンポジウム・人の国際化 その現状と将来』編著　京都国際交流センター　1990
- 『大系朝鮮通信使 善隣と友好の記録』全8巻　辛基秀と責任編集 明石書店、1993-96
- 『図説・朝鮮通信使の旅』辛基秀共編著　明石書店　2000
- 『朝鮮通信使とその時代』上田正昭、辛基秀共著　明石書店　2001
- 『朝鮮義僧将・松雲大師と徳川家康』曹永禄共編　明石書店　2002
- 『新しい在留管理制度と在日外国人の人権』高敬一共編著　大阪国際理解教育研究センター　2012　KMJブックレット